# Damien Arsenault
Pour les articles homonymes, voir Arsenault.
Damien Arsenault, né le 20 novembre 1960 à Saint-Elzéar (Gaspésie), est un homme politique québécois. Il est député provincial dans la circonscription de Bonaventure entre 2011 et 2012, sous la bannière du Parti libéral du Québec.

## Biographie
Il est élu député libéral à l'Assemblée nationale du Québec lors de l'élection partielle du 5 décembre 2011, remportant 49,46 % des votes, soit une avance de 1 952 votes sur son adversaire le plus près. Il représente la circonscription de Bonaventure.
Lors de l'élection générale québécoise du 4 septembre 2012, il récolte 34,89 % des voix et termine deuxième, derrière Sylvain Roy.
Avant d’entrer en politique provinciale, Damien Arsenault est maire de la municipalité de Saint-Elzéar pendant plus de dix-huit ans. Tout au long de sa carrière, il est très impliqué auprès des organismes régionaux et provinciaux. Il est notamment président du Comité consultatif de lutte à la pauvreté et à l'exclusion sociale de 2009 à 2011, et PDG de l'Agence régionale de mise en valeur des forêts privées de la GIM.
Il est également marié et père de quatre enfants.
Il se représente aux élections de 2014, mais est a nouveau battu par Sylvain Roy.